# Serie A2 1995-1996 (pallanuoto maschile)
La Serie A2 1995-1996 è stata la 12ª edizione di questo torneo, il secondo livello del campionato italiano di pallanuoto maschile.

Entrambe le formazioni del Girone Nord hanno conquistato la promozione. Sono retrocesse in B Sturla, dopo aver perso due Play-off consecutivi, e Volturno, appena retrocesso dalla Serie A1.

## Classifiche finali

### Girone Nord
|  |     | Girone Nord '96   | Pt | G  | V  | N | P  | GF  | GS  | DR   |
|  | --- | ----------------- | -- | -- | -- | - | -- | --- | --- | ---- |
|  | 1.  | Nervi             | 30 | 18 | 14 | 2 | 2  | 213 | 161 | +52  |
|  | 2.  | C.N. UISP Bologna | 26 | 18 | 12 | 2 | 4  | 251 | 193 | +58  |
|  | 3.  | Civitavecchia     | 26 | 18 | 12 | 2 | 4  | 183 | 154 | +29  |
|  | 4.  | Lavagna '90       | 20 | 18 | 9  | 2 | 7  | 211 | 200 | +11  |
|  | 5.  | Cagliari          | 20 | 18 | 9  | 2 | 7  | 185 | 196 | -11  |
|  | 6.  | Torino '81        | 18 | 18 | 9  | 0 | 9  | 203 | 180 | +23  |
|  | 7.  | Bergamo           | 12 | 18 | 6  | 0 | 12 | 207 | 221 | -14  |
|  | 8.  | Chiavari          | 12 | 18 | 5  | 2 | 11 | 163 | 180 | -17  |
|  | 9.  | Sori              | 12 | 18 | 6  | 0 | 12 | 161 | 187 | +26  |
|  | 10. | Sturla            | 4  | 18 | 2  | 0 | 16 | 148 | 253 | -105 |

### Girone Sud
|  |     | Girone Sud '96    | Pt | G  | V  | N | P  | GF  | GS  | DR  |
|  | --- | ----------------- | -- | -- | -- | - | -- | --- | --- | --- |
|  | 1.  | Poseidon          | 27 | 18 | 13 | 1 | 4  | 201 | 142 | +59 |
|  | 2.  | Canottieri Napoli | 26 | 18 | 12 | 2 | 4  | 209 | 174 | +35 |
|  | 3.  | Carabinieri       | 24 | 18 | 10 | 4 | 4  | 183 | 154 | +29 |
|  | 4.  | CUS Palermo       | 20 | 18 | 8  | 4 | 6  | 198 | 192 | +6  |
|  | 5.  | Fiamme Oro        | 20 | 18 | 8  | 4 | 6  | 165 | 161 | +4  |
|  | 6.  | Napoli            | 16 | 18 | 7  | 2 | 9  | 158 | 169 | -11 |
|  | 7.  | Salerno           | 14 | 18 | 7  | 0 | 11 | 173 | 167 | +6  |
|  | 8.  | Lazio             | 13 | 18 | 6  | 1 | 11 | 159 | 181 | -22 |
|  | 9.  | Telimar Palermo   | 10 | 18 | 4  | 2 | 12 | 172 | 199 | -27 |
|  | 10. | Volturno          | 10 | 18 | 4  | 2 | 12 | 143 | 208 | -65 |

## Play Off
| Poseidon | 13-12; 8-11; 9-7 | Nervi |
|          |                  |       |

| Canottieri Napoli | 8-6; 8-13; 7-11 | C.N. UISP Bologna |
|                   |                 |                   |

## Verdetti
- Nervi e C.N. UISP Bologna promosse in Serie A1
- Sturla e Volturno retrocesse in Serie B